# Sycoscapter miltoni
Sycoscapter miltoni är en stekelart som först beskrevs av Girault 1931.  Sycoscapter miltoni ingår i släktet Sycoscapter och familjen fikonsteklar. Inga underarter finns listade i Catalogue of Life.